# Football Club Infonet Levadia 2021
Questa voce raccoglie le informazioni riguardanti il Football Club Infonet Levadia Tallinn nelle competizioni ufficiali della stagione 2021.

## Stagione
- In campionato il Levadia Tallinn termina al primo posto (78 punti) davanti al Flora Tallinn (77) e al Paide (62) e vince per la 10ª volta la Meistriliiga.
- In coppa nazionale viene eliminato ai quarti di finale dal Flora Tallinn (2-0).
- In Conference League supera il primo turno battendo i gibilterrini del St Joseph's (4-2 complessivo), poi viene eliminato al secondo turno dagli irlandesi del Dundalk (3-4 complessivo).

## Maglie e sponsor
La divisa casalinga era composta da una maglia verde smeraldo con inserti bianchi, pantaloncini bianchi con inserti verdi e calzettoni verdi con inserti bianchi. Quella da trasferta era invece composta da una maglia bianca con colletto e inserti verdi, pantaloncini verdi con inserti bianchi e calzettoni bianchi con inserti verdi.
| Casa | Trasferta |

## Rosa
| N. |                      | Ruolo | Calciatore                      |
| -- | -------------------- | ----- | ------------------------------- |
| 2  | Estonia (bandiera)   | D     | Marko Lipp                      |
| 3  | Georgia (bandiera)   | D     | Anton Tolordava                 |
| 3  | Serbia (bandiera)    | D     | Milan Mitrović                  |
| 4  | Italia (bandiera)    | D     | Maximiliano Uggè                |
| 5  | Serbia (bandiera)    | C     | Luka Luković                    |
| 6  | Estonia (bandiera)   | C     | Rasmus Peetson                  |
| 7  | Estonia (bandiera)   | A     | Frank Liivak                    |
| 9  | Estonia (bandiera)   | C     | Mark Oliver Roosnupp (capitano) |
| 10 | Estonia (bandiera)   | C     | Brent Lepistu                   |
| 11 | Serbia (bandiera)    | D     | Milijan Ilić                    |
| 12 | Estonia (bandiera)   | P     | Karl Andre Vallner              |
| 14 | Ghana (bandiera)     | C     | Ernest Agyiri                   |
| 16 | Estonia (bandiera)   | D     | Markus Jürgenson                |
| 17 | Estonia (bandiera)   | A     | Robert Kirss                    |
| 19 | Australia (bandiera) | A     | Amir Younis                     |

| N. |                    | Ruolo | Calciatore            |
| -- | ------------------ | ----- | --------------------- |
| 20 | Estonia (bandiera) | A     | Hannes Anier          |
| 21 | Russia (bandiera)  | C     | Amir Natkho           |
| 22 | Estonia (bandiera) | D     | Trevor Elhi           |
| 23 | Estonia (bandiera) | C     | Ilja Antonov          |
| 25 | Estonia (bandiera) | D     | Maksim Podholjuzin    |
| 30 | Estonia (bandiera) | P     | Daniil Pareiko        |
| 32 | Ucraina (bandiera) | D     | Volodymyr Bayenko     |
| 38 | Estonia (bandiera) | C     | Artjom Komlov         |
| 49 | Georgia (bandiera) | C     | Zakaria Beglarishvili |
| 52 | Ucraina (bandiera) | C     | Ihor Žurachovs'kyj    |
| 55 | Estonia (bandiera) | A     | Karl Rudolf Õigus     |
| 59 | Estonia (bandiera) | A     | Bogdan Vaštšuk        |
| 70 | Serbia (bandiera)  | C     | Marko Putinčanin      |
| 81 | Estonia (bandiera) | P     | Artur Kotenko         |